# Phosphotriestérase
En enzymologie, une phosphotriestérase (PTE) ou organophosphate hydrolase, parathion hydrolase, paraoxonase et, selon la nomenclature de l'IUBMB, aryldialkylphosphatase, est un enzyme (hydrolase) qui catalyse le clivage d'un aryle dialkyle phosphate en aryle alcool et dialkyle phosphate. 
Cet enzyme est une métalloprotéine présente chez certaines bactéries, qui leur permet d'hydrolyser la liaison triester présente dans certains insecticides organophosphorés.
Le gène opd (pour organophosphate-degrading) qui code cette enzyme se trouve sur un grand plasmide (pSC1) de 51 kilobases de Pseudomonas diminuta, bien que ce gène ait été trouvé chez de nombreuses autres bactéries telles que Flavobacterium sp. ATCC27551, chez laquelle il se trouve également sur un élément extrachromosomique (pSM55, de 43 kilobases).
Les organophosphates sont tous les esters de l'acide phosphorique ; ils font partie des composés organophosphorés. On les trouve notamment parmi les insecticides, les herbicides et les agents innervants. 

Les moins toxiques sont utilisés comme solvants, plastifiants et additifs extrême-pression (en). Les organophosphates représentent environ 38 % de l'ensemble des pesticides consommés.

## Génétique
Des bactéries pouvantt dégrader les organophosphates ont été identifiées dans des échantillons de sol provenant de différentes parties du monde,. la première bactérie dégradant les organophosphates, identifiée comme étant Flavobacterium sp. ATCC27551, a été isolée en 1973 d'un échantillon de sol provenant des Philippines. D'autres espèces se sont ensuite montré capables d'hydrolyser les organophosphates, dont :
- des bactéries (ex: Pseudomonas diminuta, Rhizobium radiobacter (Agrobacterium radiobacter), Alteromonas haloplanktis et Pseudomonas sp. WBC-3)[3]. 
Des recherches de séquences homologues sur des génomes entiers ont montré que plusieurs autres espèces de bactéries présentent des séquences peptidiques issues de la même famille de gènes que le gène opd, parmi lesquelles des bactéries pathogènes comme Escherichia coli et Mycobacterium tuberculosis[3].
- des cyanobactéries[3],
- quelques champignons

La séquence du gène opd chez Flavobacterium sp. ATCC27551 and Pseudomonas diminuta est hautement conservée (séquence homologue à 100 %), bien que les plasmides sur lesquelles ces gènes se trouvent soient très différents les uns des autres, hormis précisément une région conservée de 5,1 kilobases, dans laquelle se trouve ce gène.
Une observation plus attentive de l'organisation du gène opd de Flavobacterium suggère une architecture de type transposon, ce qui pourrait expliquer la distribution de ce gène chez d'autres espèces microbiennes par transfert horizontal de gènes. Le gène opd est encadré par des séquences d'insertion caractéristiques des transposons Tn3 (en). En outre, une séquence de type transposase homologue de TnpA et une séquence de type résolvase homologue de TnpR ont également été identifiées en amont du gène opd, ce qui est caractéristique des transposons de classe II comme Tn3.
Un autre cadre de lecture ouvert a été identifié en aval du gène opd et code une protéine qui dégrade le 4-nitrophénol, un des produits de dégradation des organophosphates. On pense que cette protéine fonctionne en complexe avec la phosphotriestérase, car son activité augmente spectaculairement en présence de PTE.

## Structure et fonctionnement
La phosphotriestérase appartient à une famille de métalloprotéines présentant deux cations métalliques Zn2+ catalytiques liés par un ligand commun et coordonnés par des chaînes latérales de résidus d'histidine regroupés autour des atomes métalliques. La protéine forme un homodimère. Sa structure générale présente un tonneau α/β observé également dans une vingtaine d'autres enzymes. Les sites actifs de ces protéines sont localisés vers les extrémités C-terminales du tonneau β, ce qui est également le cas pour les phosphotriestérases.
La catalyse de l'hydrolyse des organophosphates met en œuvre une substitution nucléophile avec inversion de Walden (mécanisme SN2) sur l'atome de phosphore du substrat. Dans le site actif, les cations métalliques assistent la catalyse en accentuant la polarisation de la liaison P–O du substrat, ce qui la rend plus sensible à l'attaque nucléophile. De plus, un résidu basique retire un proton d'une molécule d'eau, produisant un anion hydroxyde qui joue le rôle de ligand pontant entre les deux cations métalliques et agit comme nucléophile. L'hydroxyde attaque l'atome de phosphore du substrat, déclenchant un transfert de proton. La liaison P–O est rompue et les produits sont libérés du site actif. La constante catalytique kcat d'une phosphotriestérase est voisine de 104 s-1 pour l'hydrolyse du paraoxone, produisant du 4-nitrophénol et de l'acide diéthylphosphorique.
Le modèle cinétique proposé consiste en trois étapes. La première est réversible, avec la liaison entre le substrat et l'enzyme formant un complexe de Michaelis (ES). La deuxième est irréversible, avec le clivage de la liaison P–O et formation d'un complexe transitoire enzyme + produit (EP). la troisième étape est la libération des produits par l'enxyme, qui est régénérée.

## Distribution
La phosphotriestérase est présente chez deux espèces de bactéries communes : Pseudomonas diminuta et Flavobacterium sp. ATCC27551. D'autres variantes du gène, qui codent également des enzymes de dégradation des organophosphates, sont présentes chez d'autres espèces comme Deinococcus radiodurans, une bactérie radiorésistante ; Mycobacterium tuberculosis et Mycobacterium bovis, des bactéries pathogènes ; Desulfatibacillum alkenivorans (en), une bactérie anaérobie ; Geobacillus (en) sp. et Thermoanaerobacter (en) sp. X514, bactéries thermophiles, Escherichia coli (yhfV) et de nombreux autres groupes de bactéries ; on la trouve également chez certaines archées, comme Sulfolobus acidocaldarius.

## Localisation intracellulaire
La phosphotriestérase est une protéine membranaire traduite avec une séquence cible longue de 29 résidus d'acides aminés,, clivée de la protéine mature une fois la molécule insérée dans la membrane plasmique. La protéine est ancrée dans la membrane interne de la cellule, face au périplasme.

## Rôle physiologique
Les phosphotriestérases hydrolysent les organophosphates en clivant la liaison triester du substrat. Elles ont une spécificité de substrats assez large, et sont très efficaces : une phosphotriestérase hydrolyse le paraoxone à une vitesse approchant sa limite de diffusion, ce qui signifie que l'évolution de l'enzyme a favorisé son utilisation optimale du substrat. Elle agit particulièrement sur les triesters d'organophosphates et de monofluorophosphates synthétiques. Elle ne semble pas avoir de substrat naturel et aurait donc évolué afin de dégrader le paraoxone et d'autres pesticides agricoles organophosphorés courants.
La réaction produit de l'acide diéthylphosphorique et du 4-nitrophénol. Ce dernier est lui-même dégradé par une enzyme codée 750 paires de bases en aval du gène opd par un cadre de lecture ouvert dont le produit serait une hydrolase de 29 kDa peut-être impliquée dans la dégradation de composés aromatiques et qui fonctionne en complexe avec la phosphotriestérase. Cette enzyme est homologue d'hydrolases de Pseudomonas putida (en), Pseudomonas azelaica, Rhodococcus sp. et Pseudomonas fluorescens.
Les organophosphates ne sont pas toxiques pour les bactéries mais agissent comme inhibiteurs de l'acétylcholinestérase chez les animaux. Certaines espèces de bactéries sont également capables d'utiliser les organophosphates comme nutriments et sources de carbone.

## Intérêt environnemental
Les phosphotriestérases sont des biocatalyseurs potentiellement utiles pour la bioremédiation à la suite de contaminations aux organophosphates. Leur faible spécificité leur permettant d'agir sur des substrats variés et leur grande efficacité catalytique en font un sujet de recherche privilégié afin d'utiliser les micro-organismes porteurs d'un gène opd dans la détoxication des sols contaminés par une utilisation excessive de pesticides organophosphorés.